# فريدة (جعة)
جعة فريدة أو بيرة فريدة (بالإنجليزية: Farida Lager Beer) جعة عراقية الصنع أنتجها مصنع البيرة الشرقية في بغداد منذ عام 1956، الواقع في المنطقة الصناعية في الزعفرانية، بغداد، العراق. وتعتبر من أشهر أنواع الجعة في العراق منذ بدء إنتاجها حتى بدء الإحتلال الأمريكي للعراق في عام 2003، حيث تعثر أو توقف الإنتاج المحلي وبدأ الإستيراد الخارجي من تركيا ودول أخرى. تحتوي على نسبة كحول 5%. على غرار أنواع الجعة المنتجة محلياً في الدول العربية مثل؛ المزة (لبنان)، بردى (سوريا)، ستيلا (مصر)، بترا (الاردن)، طيبة (فلسطين)، سلتيا (تونس)، وكازابلانكا (المغرب) غطى مصنع البيرة الشرقية في بغداد سوق مستهلكين الجعة المحليين بمنتجي فريدة وسنابل خصوصاً بعد الحصار الذي فرض على العراق من قبل مجلس الأمن الدولي الذي حضر على العراق إستيراد البضائع الأجنبية بعد حرب الخليج الثانية.

## النوعية
عرفت جعة فريدة بالتسمية الإنجليزية (Lager Beer، لاكر؛ بالألمانية: مخزن أو مستودع) نوع من أنواع الجعة يُخمر في درجة حرارة متدنية في مخازن خاصة لعدة أسابيع أو أشهر، ذو لون ذهبي فاتح ونسبة كحول 5%.

## التسويق
على غرار المشروبات الكحولية وغير الكحولية (بيبسي كولا، سينالكو، سيفن أب) في فترة الستينيات حتى نهاية التسعينيات إنتشرت دعايات جعة فريدة في الشوارع العامة، المجلات والصحف العراقية.